# 李奥·贝纳
李奥·贝纳（英語：Leo Burnett，1891年10月21日—1971年6月5日）是一家美国广告公司的管理人员，也是李奥贝纳广告公司创始人。他主管创作了一些20世纪广告界最知名的人物和活动，包括Tony the Tiger、Charlie the Tuna、Marlboro Man、Maytag Repairman、聯合航空的“Fly the Friendly Skies”、Allstate的“Good Hands”，以及与诸如麦当劳、霍尔马克、可口可乐等跨国公司客户建立关系。Burnett于1999年被时代杂志评选为20世纪100位最有影响力的人物之一。